# Eilema vitellina
Eilema vitellina är en fjärilsart som beskrevs av Jean Baptiste Boisduval 1834. Eilema vitellina ingår i släktet Eilema och familjen björnspinnare. Inga underarter finns listade i Catalogue of Life.